# Diputació General d'Aragó
La Diputació General d'Aragó, també coneguda com a Govern d'Aragó o simplement com la DGA (Diputación General de Aragón, Gobierno de Aragón o la DGA en castellà, Deputación Cheneral d'Aragón, Gubierno d'Aragón o a DChA en aragonès) és l'òrgan de govern de la comunitat autònoma d'Aragó, representa el poder executiu i la seva seu es troba a l'Edifici Pignatelli. Compta amb un pressupost que ronda els 4.500 milions d'euros.

## Composició
Els membres de la Diputació General d'Aragó són escollits per les Corts d'Aragó. El seu President és el màxim dirigent del govern. El Govern actual és una coalició PSOE- Podemos - CHA i PAR i compta de consellers i el president de l'executiu Javier Lambán.
| Govern d'Aragó                                                        |                                  |        |              |
| President del Govern d'Aragó                                          | Javier Lambán Montañés           |        | PSOE         |
| Departaments                                                          | Titular                          | Partit | Partit       |
| Vicepresident Indústria, Competitivitat i Desenvolupament Empresarial | Arturo Aliaga López              |        | PAR          |
| Portaveu del Govern Presidència i Relacions Institucionals            | Mayte Pérez Esteban              |        | PSOE         |
| Hisenda i Administració Pública                                       | Carlos Pérez Anadón              |        | PSOE         |
| Economia, Planificació i Treball                                      | Marta Gastón Menal               |        | PSOE         |
| Educació, Cultura i Esport                                            | Felipe Faci Lázaro               |        | PSOE         |
| Sanitat                                                               | Sira Repollés Lasheras           |        | PSOE         |
| Ciudadania i Drets Socials                                            | María Victoria Broto Cosculluela |        | PSOE         |
| Agricultura, Ramaderia i Medi Ambient                                 | Joaquín Olona Blasco             |        | PSOE         |
| Vertebració del Territori, Mobilitat i Vivenda                        | José Luis Soro Domingo           |        | CHA          |
| Ciència, Universitat i Societat del Coneixement                       | Maru Díaz Calvo                  |        | Podemos-Equo |
| Font: Gobierno de Aragón                                              |                                  |        |              |

## Presidents des de la transició
Règim preautonòmic
- 1978 - 1981: Juan Antonio Bolea Foradada (UCD)
- 1981 - 1982: Gaspar Castellano y de Gastón (UCD)

Règim autonòmic
- 1982: Gaspar Castellano y de Gastón (UCD/Independents)
- 1982: José María Hernández de la Torre y García (UCD/Independents)
- 1982 - 1983: Juan Antonio de Andrés Rodríguez (UCD/Independents)
- 1983 - 1987 (I Legislatura): Santiago Marraco Solana (PSOE)
- 1987 - 1991 (II Legislatura): Hipólito Gómez de las Roces (Coalició PAR-PP)
- 1991 - 1993 (III Legislatura): Emilio Eiroa García (Coalició PAR-PP)
- 1993 - 1995 (III Legislatura): José Marco Berges (PSOE)
- 1995 - 1995 (III Legislatura): Ramón Tejedor Sanz (en funcions) (PSOE)
- 1995 - 1999 (IV Legislatura): Santiago Lanzuela Marina (Coalició PP-PAR)
- 1999 - 2011 (V, VI i VII Legislatura): Marcelino Iglesias Ricou (Coalició PSOE-PAR)
- 2011 - 2015 (VIII Legislatura): Luisa Fernada Rudi (Coalició PP-PAR)
- 2015 - 2019 (IX Legislatura): Javier Lambán (Coalició PSOE-CHA)
- 2019 - Actualitat (X Legislatura): Javier Lambán (Coalició PSOE-Podemos-CHA-PAR)